# Cunegonda (imperatrice)
Cunegonda (Lussemburgo o castello di Gleiberg presso Gießen, 978 circa – Kaufungen, 3 marzo 1039) chiamata anche Cunegonda di Lussemburgo, fu imperatrice consorte dei Romani, regina consorte d'Italia e Regina consorte dei Franchi Orientali (in quanto moglie di Enrico II) e fu proclamata beata e santa.

## Biografia

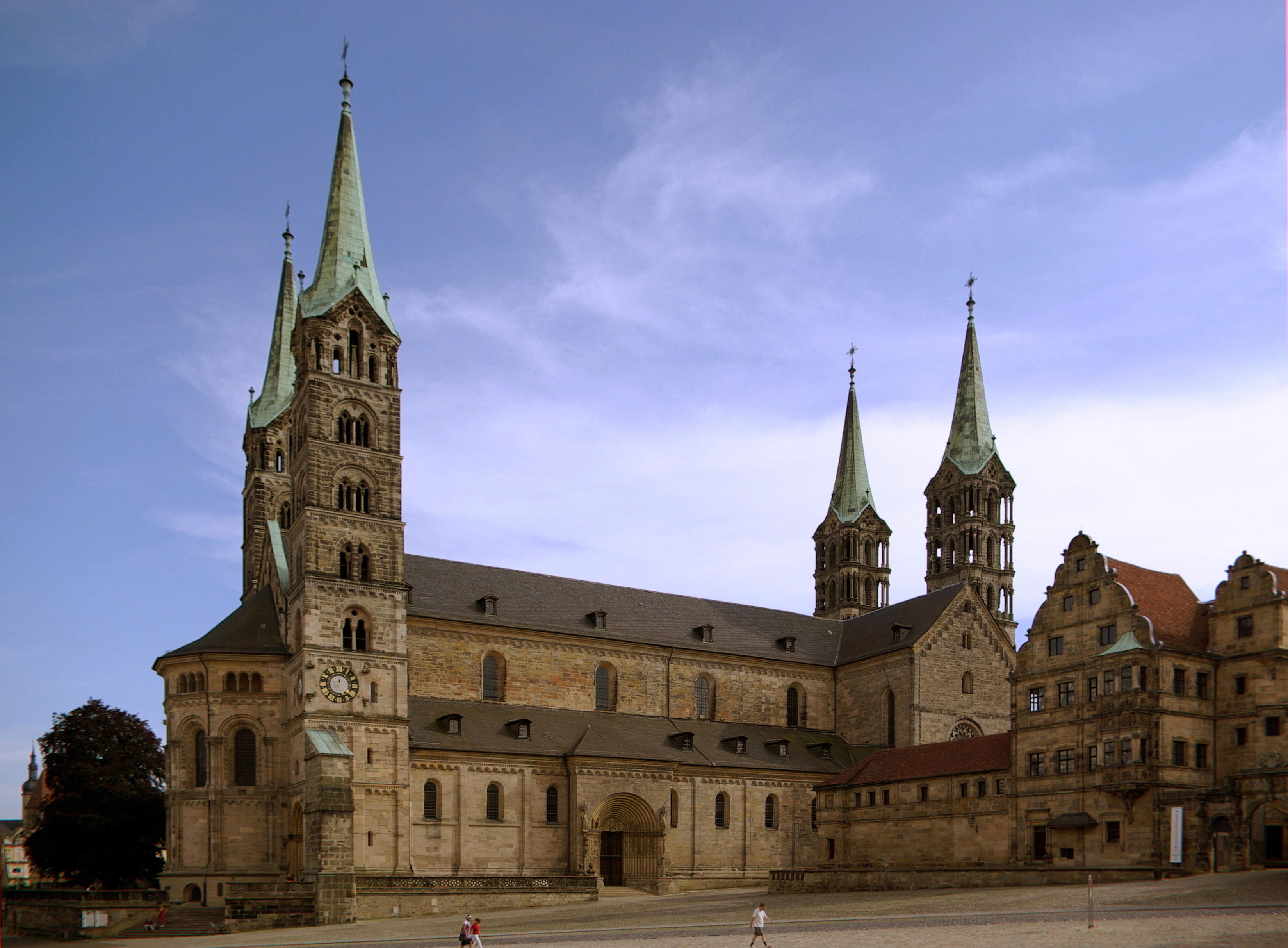
il Duomo di Bamberga, il Kaisersdom

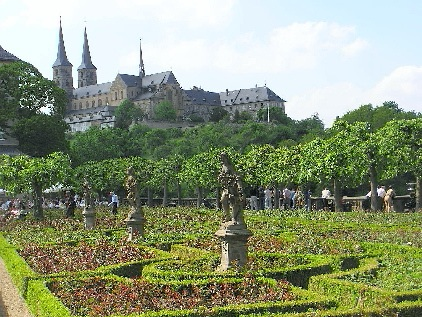
Il Roseto dell'abbazia di San Michele

Figlia di Sigfrido, primo conte di Lussemburgo e di Edvige di Nordgau, discendente in linea diretta da Carlo Magno, sposò nel 998 il duca di Baviera Enrico IV, che divenne imperatore come Enrico II, e fu anch'egli canonizzato. Alla morte di Ottone III, che non aveva eredi, Enrico, il 6 giugno 1002, fu incoronato re dei Franchi Orientali da Willigis, arcivescovo di Magonza. Cunegonda venne incoronata regina il 10 agosto a Paderborn. Secondo una certa tradizione, d'accordo col marito, fece voto di virginale continenza.
Secondo il cronista loro contemporaneo, Rodolfo il Glabro, Enrico, dopo aver constatato la sterilità della moglie, non volle ripudiarla, come gli consentiva il diritto matrimoniale germanico, e per il grande amore che nutriva per lei e per la comunanza di ideali di vita religiosa che li univa, preferì rinunciare ad avere degli eredi al trono pur di continuare a vivere insieme alla moglie. Questo, probabilmente, fece nascere intorno a loro la leggenda del cosiddetto “matrimonio virginale di San Giuseppe”.
Alla morte del papa Sergio IV, Enrico e Cunegonda scesero a Roma e diedero il loro sostegno all'elezione di Benedetto VIII contro la fazione dei Crescenzi; furono poi incoronati imperatori dal nuovo papa il 14 febbraio 1014.
Nel 1007 avevano fatto costruire la cattedrale di Bamberga, che dedicarono a san Pietro e a san Giorgio e un'abbazia benedettina dedicata a san Michele, che poi furono consacrate da Benedetto VIII in persona.
Cunegonda con la sua dote costruì poi un secondo monastero dedicato a santo Stefano ed un terzo nel 1021 a Kaufungen, vicino a Kassel, per religiose, dedicato alla Santa Croce, per adempiere ad un voto fatto durante una grave malattia da cui era guarita.
Come era tradizione dell'epoca, partecipò al governo dell'impero, sostituendo anche l'imperatore quando questi andò in guerra contro vari signori ribelli, come il cognato Federico conte di Lussemburgo, Enrico duca di Baviera o l'arcivescovo di Metz.
Dopo la morte del marito, avvenuta il 13 luglio 1024, per quasi due mesi, governò come imperatrice consorte dei Romani, finché il 4 settembre non si insediò il nuovo imperatore Corrado II il Salico.
Nel primo anniversario della morte di Enrico II, avvenuta nel luglio del 1024, Cunegonda, con una solenne cerimonia nel monastero di Kaufungen, si spogliò degli abiti imperiali per vestire quelli monacali. Da quel momento, per quindici anni, si dedicò ad una vita di ascesi, di digiuni e di penitenze, dedicandosi anche a umili lavori manuali e assistendo le consorelle ammalate. Avvicinandosi il momento della sua morte, venne a sapere che le sue consorelle stavano preparando per lei dei sontuosi abiti funebri, vietò assolutamente che fossero utilizzati e volle essere seppellita con il suo saio di lana grezza.

## Culto
Il Martirologio romano fissa la memoria liturgica il 3 marzo.
Cunegonda fu canonizzata il 29 marzo del 1200 da Innocenzo III. La festa si celebra il 3 marzo.
A Bamberga si celebravano anche il 29 marzo (anniversario della canonizzazione), il 9 settembre (traslazione delle reliquie) ed il 1º agosto (commemorazione del primo miracolo).
Nella bolla pontificia di canonizzazione è scritto che Cunegonda fu accusata ingiustamente di infedeltà coniugale e che il marito, per provarne l'innocenza, le chiese di sottoporsi pubblicamente all'ordalia del fuoco. La santa accettò e passò a piedi nudi sopra dei vomeri infuocati, senza ustionarsi. L'imperatore, commosso, chiese allora perdono a Cunegonda per aver ascoltato i calunniatori. L'episodio rafforzò la stima e l'amore che univa i due santi coniugi. Nella bolla è riportato anche un episodio miracoloso, di una notte quando, addormentatasi mentre leggeva la Bibbia alla luce di una candela, fu avvolta completamente dalle fiamme, le consorelle accorsero e videro che le spense tracciando solo un segno di croce.
Durante la seconda guerra mondiale avrebbe salvato la città di Bamberga da un bombardamento alleato, suscitando un'improvvisa nebbia che avvolse rapidamente tutta la città.
Nelle raffigurazioni religiose Enrico e Cunegonda sono rappresentati con gli abiti imperiali, la corona sul capo e un giglio in mano, o con il modellino della cattedrale di Bamberga in mezzo a loro.
Cunegonda viene anche rappresentata da sola, mentre cammina sui vomeri ardenti. Oppure mentre appende il suo mantello a un raggio di sole, oppure incoronata, con uno scettro nella destra e il modellino della chiesa di Kaufungen nella sinistra.
Fra il 1499 e il 1513, nella cattedrale di Bamberga, lo scultore Tilman Riemenschneider eseguì la celebre tomba di Enrico II e Cunegonda. Nei bassorilievi ai lati del sarcofago, Cunegonda è rappresentata mentre paga i costruttori della cattedrale, mentre distribuisce elemosine ai poveri e mentre si sottopone all'ordalia. Enrico II viene invece rappresentato mentre viene portato in cielo da san Lorenzo.

## Ascendenza
|                          |   |            | Genitori             |  |  | Nonni |  |  | Bisnonni |  |  | Trisnonni |  |
|                          |   |            |                      |  |  |       |  |  | …        |  |  | …         |  |
|                          |   |            |                      |  |  |       |  |  | …        |  |  | …         |  |
|                          |   | …          |                      |  |  |       |  |  | …        |  |  |           |  |
| Vigerico di Bidgau       |   |            |                      |  |  |       |  |  | …        |  |  |           |  |
|                          |   | …          | …                    |  |  |       |  |  |          |  |  |           |  |
|                          |   | …          | …                    |  |  |       |  |  |          |  |  |           |  |
|                          |   | …          | …                    |  |  |       |  |  |          |  |  |           |  |
| Sigfrido di Lussemburgo  |   | …          |                      |  |  |       |  |  |          |  |  |           |  |
|                          |   | …          | …                    |  |  |       |  |  |          |  |  |           |  |
|                          |   | …          | …                    |  |  |       |  |  |          |  |  |           |  |
|                          |   | …          | …                    |  |  |       |  |  |          |  |  |           |  |
| Cunegonda                |   | …          |                      |  |  |       |  |  |          |  |  |           |  |
|                          |   | Ermentrude | Luigi II di Francia  |  |  |       |  |  |          |  |  |           |  |
|                          |   | Ermentrude | Luigi II di Francia  |  |  |       |  |  |          |  |  |           |  |
|                          |   | Ermentrude | Ansgarda di Borgogna |  |  |       |  |  |          |  |  |           |  |
| Cunegonda di Lussemburgo |   | Ermentrude |                      |  |  |       |  |  |          |  |  |           |  |
|                          | … | …          |                      |  |  |       |  |  |          |  |  |           |  |
|                          | … | …          |                      |  |  |       |  |  |          |  |  |           |  |
|                          | … | …          |                      |  |  |       |  |  |          |  |  |           |  |
| Eberardo IV di Nordgau   | … |            |                      |  |  |       |  |  |          |  |  |           |  |
|                          |   | …          | …                    |  |  |       |  |  |          |  |  |           |  |
|                          |   | …          | …                    |  |  |       |  |  |          |  |  |           |  |
|                          |   | …          | …                    |  |  |       |  |  |          |  |  |           |  |
| Edvige di Nordgau        |   | …          |                      |  |  |       |  |  |          |  |  |           |  |
|                          |   | …          | …                    |  |  |       |  |  |          |  |  |           |  |
|                          |   | …          | …                    |  |  |       |  |  |          |  |  |           |  |
|                          |   | …          | …                    |  |  |       |  |  |          |  |  |           |  |
| Liutgarda di Lotaringia  |   | …          |                      |  |  |       |  |  |          |  |  |           |  |
|                          |   | …          | …                    |  |  |       |  |  |          |  |  |           |  |
|                          |   | …          | …                    |  |  |       |  |  |          |  |  |           |  |
|                          |   | …          | …                    |  |  |       |  |  |          |  |  |           |  |
|                          |   | …          |                      |  |  |       |  |  |          |  |  |           |  |